# Lambert Šmíd
Lambert Šmíd (* 9. srpna 1968, Brno) je československý fotbalista, záložník.

## Fotbalová kariéra
V mládežnických kategoriích hrál za TJ Zetor Brno a Zbrojovku Brno. V naší a belgické nejvyšší soutěži odehrál celkem 260 utkání a dal 22 gólů (za Zbrojovku Brno 83 utkání a 6 gólů, za Duklu Praha 12 utkání, za RH Cheb 20 utkání a 4 góly, za FC Vítkovice 14 utkání a v Belgii 134 utkání a 12 gólů). Kariéru končí v nižších soutěžích. V juniorské reprezentaci nastoupil v týmu do 21 let k 9 utkáním, do 19 let k jednomu utkání (2 góly) a v dorosteneckých výběrech odehrál 36 utkání a dal 5 gólů. V Intertoto Cupu odehrál 2 utkání.
Později působil v nižších soutěžích. V rakouském Poysbrunnu, dále hrál za Palavan Bavory, Sokol Bořetice a momentálně působí ve Slovanu Brno. Na jaře 2008 – spolu s bývalými Zbrojováky Róbertem Kafkou, Petrem Baštařem, Vladimírem Michalem, Pavlem Šustrem a Radimem Vlasákem – vybojoval pro Bořetice krajský přebor jižní Moravy.

## Ligová bilance
| Ročník                                   | Zápasy | Góly | Klub           |
| ---------------------------------------- | ------ | ---- | -------------- |
| 1. československá fotbalová liga 1987/88 | 12     | 0    | Dukla Praha    |
| 1. československá fotbalová liga 1988/89 | 20     | 4    | RH Cheb        |
| 1. československá fotbalová liga 1989/90 | 26     | 4    | Zbrojovka Brno |
| 1. československá fotbalová liga 1990/91 | 13     | 0    | Zbrojovka Brno |
| 1. československá fotbalová liga 1991/92 | 14     | 0    | FC Vítkovice   |
| 1. československá fotbalová liga 1992/93 | 13     | 1    | FC Boby Brno   |
| 1. česká fotbalová liga 1993/94          | 19     | 1    | FC Boby Brno   |
| 1. česká fotbalová liga 1994/95          | 12     | 0    | FC Boby Brno   |
| Jupiler League 1995/96                   | 30     | 3    | KSK Beveren    |
| Jupiler League 1997/98                   | 23     | 1    | KSK Beveren    |
| Jupiler League 1998/99                   | 16     | 3    | KSK Beveren    |
| Jupiler League 1999/00                   | 26     | 1    | KSK Beveren    |
| Jupiler League 2000/01                   | 24     | 3    | KSK Beveren    |
| Jupiler League 2001/02                   | 15     | 1    | RWD Molenbeek  |
| CELKEM                                   | 260    | 22   |                |